# Mittermurnthal

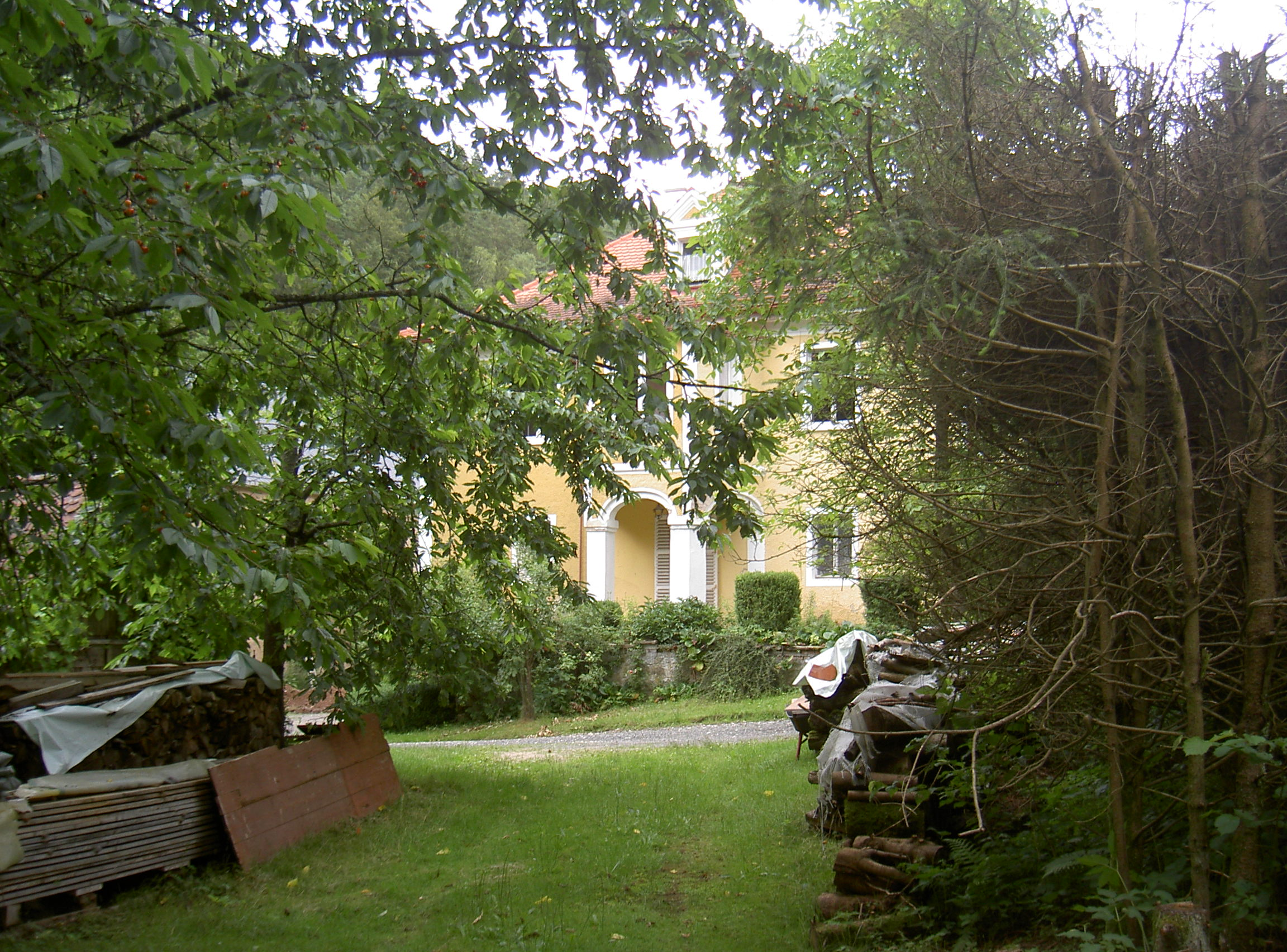
Mittermurnthal (2016)

Mittermurnthal ist ein Ortsteil der Stadt Neunburg vorm Wald im Landkreis Schwandorf in Bayern.

## Geographie
Mittermurnthal liegt circa fünf Kilometer nordöstlich von Neunburg vorm Wald im Murntal, einem Durchbruchstal der Schwarzach, das sich an die Eixendorftalsperre anschließt. Die Schwarzach durchbricht hier den Granitriegel, der das tertiäre Becken um Rötz von der Neunburger Talmulde trennt.

## Geschichte
Der Name Moornthal, später dann Murnthal, kommt vom sumpfigen, moorigen Talgrund, in dem die Siedlung liegt. Sie wurde in früherer Zeit auch Rosskopfhütte genannt.
Ober-, Mitter- und Untermurnthal gehörten von der Mitte des 19. Jahrhunderts bis zum Anfang des 20. Jahrhunderts zu den größten Schleifwerken Deutschlands. 1939 stellten sie infolge der belgisch-rheinischen Konkurrenz den Betrieb ein. Nachdem 1925 ein neuer Staudamm gebaut wurde, wurden die Glasschleifen ab 1936 an die öffentliche Energieversorgung angeschlossen und als Wasserkraftwerke zur Stromerzeugung genutzt.
Von 1940 bis 1945 richtete die Wehrmacht hier Getreidelager ein.
Später wurden die Gebäude an verschiedene Betriebe verpachtet.
Das Kraftwerk in Mittermurnthal diente ab 1937 der Energieversorgung und betrieb weiterhin eine kleine Schleiferei.
Am 23. März 1913 war Mittermurnthal Teil der Pfarrei Neunburg vorm Wald, bestand aus zwei Häusern und zählte 36 Einwohner.
Am 31. Dezember 1990 hatte Mittermurnthal einen Einwohner und gehörte zur Pfarrei Neunburg vorm Wald.
Siehe auch: Liste der Baudenkmäler in Neunburg vorm Wald, Abschnitt Mittermurnthal

## Tourismus
An Mittermurnthal führt auf der Trasse der ehemaligen Bahnstrecke Bodenwöhr–Rötz der Schwarzachtal-Radweg (Sz) vorbei. Diese wichtige Hauptroute im Bayernnetz für Radler verbindet Tschechien mit Schwarzenfeld und dem Naabtalradweg (Na).